# Mount Gordon Mine
Mount Gordon Mine är en gruva i Australien. Den ligger i kommunen Mount Isa och delstaten Queensland, omkring 1 600 kilometer nordväst om delstatshuvudstaden Brisbane. Den ligger vid sjön Waggaboonyah Lake.
Trakten runt Mount Gordon Mine är nära nog obefolkad, med mindre än två invånare per kvadratkilometer..
Omgivningarna runt Mount Gordon Mine är i huvudsak ett öppet busklandskap. Genomsnittlig årsnederbörd är 539 millimeter. Den regnigaste månaden är februari, med i genomsnitt 154 mm nederbörd, och den torraste är augusti, med 1 mm nederbörd.